# Quatrième circonscription de Lille
La quatrième circonscription de Lille était une circonscription législative française que comptait le département du Nord sous la  Troisième République  de 1876 à 1889, de 1893 à 1902, de 1902 à 1919 de 1928 à 1940.

## La circonscription de 1876 à 1885

### Description géographique et démographique
La quatrième circonscription de Lille était située à la périphérie de l'agglomération lilloise. Située entre la Belgique et le Pas-de-Calais, la circonscription est centrée autour de la ville de Armentières.
Elle regroupait les divisions administratives suivantes : canton d'Armentières ; canton de La Bassée ; canton d'Haubourdin  et le  canton du Quesnoy.

### Historique des députations
| Législature     | Début de mandat | Fin de mandat   | Député élu                | Parti politique   | Observations |
| --------------- | --------------- | --------------- | ------------------------- | ----------------- | ------------ |
| 1re législature | 20 février 1876 | 25 juin 1877    | Robert Eugène des Rotours | Union des Droites |              |
| 2e législature  | 14 octobre 1877 | 27 octobre 1881 | Robert Eugène des Rotours | Union des Droites |              |
| 3e législature  | 21 août 1881    | 9 novembre 1885 | Robert Eugène des Rotours | Union des Droites |              |

## La circonscription de 1889 à 1902

### Description géographique et démographique
La quatrième circonscription de Lille était située à la périphérie de l'agglomération lilloise. Située entre la Belgique et le Pas-de-Calais, la circonscription est centrée autour de la ville de Armentières.
Elle regroupait les divisions administratives suivantes : canton d'Armentières ; canton de La Bassée  et le canton  du Quesnoy.

### Historique des députations
| Législature    | Début de mandat   | Fin de mandat   | Député élu                | Parti politique           | Observations                                |
| -------------- | ----------------- | --------------- | ------------------------- | ------------------------- | ------------------------------------------- |
| 5e législature | 22 septembre 1889 | 14 octobre 1893 | Robert Eugène des Rotours | Union des Droites         |                                             |
| 6e législature | 3 septembre 1893  | 28 mars 1895    | Robert Eugène des Rotours | Union des Droites         | Décès du député des Rotours le 28 mars 1895 |
| 6e législature | 26 mai 1895       | 31 mai 1898     | Jules Dansette            | Progressiste              |                                             |
| 7e législature | 8 mai 1898        | 31 mai 1902     | Jules Dansette            | Républicains indépendants |                                             |

## La circonscription de 1902 à 1919

### Description géographique et démographique
La quatrième circonscription de Lille était située à la périphérie de l'agglomération lilloise. Située entre la Belgique et le Pas-de-Calais, la circonscription est centrée autour de la ville de Armentières.
Elle regroupait les divisions administratives suivantes : canton d'Armentières et le  canton de La Bassée.

### Historique des députations
| Législature     | Début de mandat | Fin de mandat | Député élu     | Parti politique | Observations                             |
| --------------- | --------------- | ------------- | -------------- | --------------- | ---------------------------------------- |
| 8e législature  | 27 avril 1902   | 31 mai 1906   | Jules Dansette | Action libérale |                                          |
| 9e législature  | 6 mai 1906      | 31 mai 1910   | Jules Dansette | Action libérale |                                          |
| 10e législature | 24 avril 1910   | 31 mai 1914   | Jules Dansette | Action libérale |                                          |
| 11e législature | 26 avril 1914   | 30 mars 1917  | Jules Dansette | Action libérale | Décès du député Dansette le 30 mars 1917 |

## La circonscription de 1928 à 1940

### Description géographique et démographique
La quatrième circonscription de Lille était située à la périphérie de l'agglomération lilloise. Située entre la Belgique et le Pas-de-Calais, la circonscription est centrée autour de la ville de Lille. 
Elle regroupait les divisions administratives suivantes : canton de Lille-Est et le  canton de Lille-Sud-Est.

### Historique des députations
| Législature     | Début de mandat | Fin de mandat | Député élu                   | Parti politique | Observations                                                                                    |
| --------------- | --------------- | ------------- | ---------------------------- | --------------- | ----------------------------------------------------------------------------------------------- |
| 14e législature | 29 avril 1928   | 31 mai 1932   | Alexandre Marie Desrousseaux | SFIO            |                                                                                                 |
| 15e législature | 8 mai 1932      | 31 mai 1936   | Alexandre Marie Desrousseaux | SFIO            |                                                                                                 |
| 16e législature | 3 mai 1936      | 31 mai 1942   | Charles Saint-Venant         | SFIO            | Un décret de juillet 1939 a prorogé jusqu'au 31 mai 1942 le mandat des députés élus en mai 1936 |